# Rafael Díaz-Balart
Pour les articles homonymes, voir Díaz-Balart, Díaz et Balart.
Rafael Lincoln Díaz-Balart y Gutiérrez, né le 17 janvier 1926 à Banes (Cuba) et mort le 6 mai 2005 à Key Biscayne (Floride), est un homme politique cubain.

## Biographie
Díaz-Balart fut chef de la majorité dans la chambre des représentants cubaine et sous-secrétaire à l'Intérieur sous la présidence de Fulgencio Batista.
En 1955, il donna un discours devant la chambre des représentants s'opposant à l'amnistie accordée à son ancien beau-frère, Fidel Castro, pour son implication dans l'attaque de la caserne de Moncada en 1953. Díaz-Balart fut élu sénateur en 1958 mais ne put entrer en fonction du fait de l'arrivée au pouvoir de Fidel Castro le 1er janvier 1959.
Il fonda La Rosa Blanca (la Rose blanche), la première organisation anti-castriste, en janvier 1959.
Après son départ de Cuba, il habita quelques années en Espagne. Il devint ensuite diplomate pour le Costa Rica au Venezuela et au Paraguay.
Il est mort le 6 mai 2005 dans sa maison de Key Biscayne en Floride des suites d'une leucémie. Le bâtiment qui hébergé la Florida International University College of Law (en) porte son nom, le « Rafael Diaz-Balart Hall ».

## Famille
Il est le fils de José Rafael Díaz-Balart, un politicien cubain influent, maire de la ville de Banes, dans la province de Holguín, et d'América Gutiérrez.
Il est le père de deux membres républicains du Congrès des États-Unis, Lincoln Díaz-Balart et Mario Díaz-Balart, ainsi que du journaliste Jose Diaz-Balart (en) et du banquier Rafael Díaz-Balart. Il est le frère de Mirta Díaz-Balart, la première femme de Fidel Castro. Son frère, Waldo Díaz-Balart est un peintre et ancien acteur dans deux films d'Andy Warhol dans les années 1960. Son père, Rafael Díaz-Balart fut élu à la chambre des représentants de Cuba en 1936 et son beau-frère, Juan Caballero, fut lui aussi élu à la chambre des représentants cubaines en 1954.

## Sources
- (en) Cet article est partiellement ou en totalité issu de l’article de Wikipédia en anglais intitulé « Rafael Díaz-Balart » (voir la liste des auteurs).